# M-Girls
M-Girls hay Tứ Cá Nữ Sinh (tiếng Hoa: 四个女生; bính âm: Sì gè nǚ shēng), vốn được mệnh danh là phiên bản Malaysia của nhóm S.H.E, là một nhóm nhạc nữ bốn thành viên người Malaysia gốc Hoa thành lập vào cuối năm 2000, chủ yếu phát hành các album nhạc Tết Trung Hoa và nhạc trẻ Hoa ngữ hàng năm. Trong đó, nổi bật nhất là hai thành viên Vương Tuyết Tinh và Trang Quần Thi thân thiết với nhau từ khi cả 2 chị em có mặt trong hầu hết những cuốn băng video nhạc thiếu nhi xuân Trung Hoa những năm 1995 - 2000.
Tính đến năm 2017, các thành viên của M-Girls đang tạm dừng hoạt động cùng nhau và có lẽ sẽ không còn sản xuất bất kỳ album chung nào nữa, kể cả là mùa Tết 2018. Thay vào đó, mọi người trong nhóm hiện đang theo đuổi các dự án và nỗ lực cá nhân của mình.

## Lịch sử hoạt động

### Debut nhóm
Tất cả bốn thành viên ban đầu ra mắt từ cùng một công ty, được gọi là Ya-Ko Enterprise. Khưu Yên Ni ra mắt lần đầu tiên trong số 4 thành viên M-Girls vào năm 1993, lần đầu tiên khởi nghiệp trong một nhóm nhạc nữ 7 thành viên được gọi là 七仙女 (Thất Tiên Nữ), sau đó là cộng tác với thành viên Thất Tiên Nữ là 婷婷 (Đình Đình), cũng như phát hành một vài album solo và cả những sự hợp tác khác. Vương Tuyết Tinh ra mắt lần đầu tiên vào năm 1994 với album solo 茶葉青 (Trà Diệp Thanh), bao gồm các bản cover các bài hát dân gian nổi tiếng của Trung Quốc. Cô ấy là mẫu số chung như mọi người đã làm việc với Tuyết Tinh trước khi thành lập M-Girls trong các album như  Song Tinh Báo Hỷ (雙星報喜 1995), Sơn Ca Huỳnh Mai Điệu (山歌黃梅調 2000) và Phúc Kiến Kinh Điển Danh Khúc Đối Đối Xướng (福建經典名曲 對對唱). Trang Quần Thi và một cậu bé tên Tô Lập Đạt (蘇立達) đã xuất hiện với vai trò khách mời trong album
Trà Diệp Thanh của Tuyết Tinh và ngay sau đó, hai người này đã phát hành album riêng mang tên 金童玉女 (Vương Đồng Ngọc Nữ). Trần Kim Yến (陳金燕) xuất hiện lần đầu tiên nổi tiếng cùng với Vương Tuyết Tinh trong album Song tinh tái báo hỷ (雙星再報喜) năm 1997.

### 2000-2005
Cuối năm 2000, công ty giải trí Uy Dương của họ đã thành lập nhóm M-Girls và phát hành album xuân đầu tiên của họ có tên Khai Tâm Nghênh Tiếp Phong Thu Niên (開心迎接 豐收年), đây là một album Tết Nguyên Đán 2001. Album này đã lập kỷ lục bán hàng và bán được hơn 50.000 bản, nhận được danh hiệu bạch kim  Album nhạc Pop đầu tiên của họ (Cũng là album thứ hai của họ với tư cách là một nhóm) có tên là Dance With Me  cũng được phát hành trong cùng năm đó.
Đối với album chúc xuân năm 2004 của họ, M-Girls đã phát hành một album Tết Nguyên Đán cùng với một nhóm nhạc nữ Malaysia gốc Hoa gồm bốn thành viên nổi tiếng khác là Tứ Thiên Kim. Album mang tên Xuân Phong Thôi Hoa Khai (春風催花開) cũng đã lập Sách kỷ lục Malaysia mới về số lượng nghệ sĩ múa lân nhiều nhất trong một video ca nhạc. Trong video âm nhạc Xuân phong thôi hoa khai (Cũng là tiêu đề của album), có 108 vũ công múa lân. Video âm nhạc giữ kỷ lục cũ có 88 được quay vào khoảng hai năm trước.

### Trần Kim Yến rời nhóm, M-Girls tiếp tục hoạt động
Năm 2005, khi nhóm phát hành album Tết Nguyên Đán có tựa đề Khai Tâm Niên (開心年), được quay ở Úc.  Trần Kim Yến thông báo rằng cô ấy sẽ rời nhóm để tiếp tục việc học của mình, do đó chỉ để lại tên nhóm chỉ là M-Girls (四個 女生)  có nghĩa là "Bốn cô gái" trong tiếng Anh có nghĩa là vì chỉ có ba các thành viên rời đi họ không thể sử dụng tên tiếng Trung đó nữa.

### 2005–2010: Chia tay Trang Quần Thi
Sau sự ra đi của Trần Kim Yến, M-Girls đã phát hành một album khác vào năm 2005 mang tên Dòng Sông Nile (尼罗河)  Đây là lần phát hành album Pop cuối cùng của họ cho đến nay "My Way" cùng với Kim Yến năm 2013. Họ tiếp tục chỉ phát hành các album Chúc xuân Trung Hoa sau album Dòng sông Nile. Album Đồng Khanh Cung Lạc (同慶共樂) là album Tết Nguyên Đán đầu tiên của họ được phát hành sau khi Trần Kim Yến rời nhóm  . Album này được phát hành cho năm Bính Tuất 2006. Năm 2008, công ty Uy Dương (威扬集团) được tái thành lập với tên mới là Tập đoàn Tinh Nhạc Ngu Lạc (星乐娱乐集团) trước khi họ phát hành album Chúc xuân 2009 với tên "Đào Hoa Khai Liễu" (桃花開了). Sau khi phát hành album Tết Nguyên Đán 2010 "Kim Úc Mãn Đường" (金彧满堂) được phát hành vào ngày 23 tháng 12 năm 2009, Trang Quần Thi chính thức rời nhóm do hợp đồng với công ty âm nhạc của cô đã kết thúc, chọn cho con đường hát solo của mình.

### 2010-2012: Tái hợp với Trang Quần Thi
Sau khi Trang Quần Thi rời nhóm, Vương Tuyết Tinh và Khưu Yên Ni đã phát hành một album Tết Nguyên Đán 2011 với nam ca sĩ Malaysia gốc Hoa Chung Thịnh Trung. Cả hai thành viên Tuyết Tinh và Yên Ni trước đó đã cùng Chung Thịnh Trung ghi lại một vài MV. Nhóm hát nhỏ này được đặt tên là Tam Đại Hoàng Bài (三大皇牌). Họ phát hành album của mình vào ngày 29 tháng 11 năm 2010. Album có tên là Vũ điệu mùa xuân (舞春天). Bành Quần Di không phát hành album nào trong năm đó.
Cuối năm 2011 Vương Tuyết Tinh, Khưu Yên Ni và Trang Quần Thi phát hành album Tết 2012. Quá trình quay album thứ 2 của nhóm Tam Đại Hoàng Bài là vào tháng 6. Tên album được gọi là Tứ Hải Hoan Đằng (四海 歡騰). Người hâm mộ có thể nhận được một bộ đũa và muỗng ăn cơm đặc biệt đi kèm với album của họ nếu họ mua album vào ngày 12 tháng 11 năm 2011 tại Cheras Leisure Mall từ 02 giờ chiều.
Trang Quần Thi và Tiểu Vy Vy (小薇薇) - người trước đây cũng là một ngôi sao nhí ở Malaysia đã hợp tác và bắt đầu quay video cho album Tết Nguyên Đán của họ vào ngày 15 tháng 9.
Trang Quần Thi, Vương Tuyết Tinh và Khưu Yên Ni đã cùng các nghệ sĩ Malaysia gốc Hoa khác đã có mặt trong chương trình Long Phi Phượng Vũ Hạ Tân Niên (龙飛鳳舞賀新年) trên kênh TV2 ở Malaysia để chúc mừng Tết Nhâm Thìn 2012. Cả ba đã không đóng chung một MV Tết nào kể từ album Chúc xuân Trung Hoa năm 2010 của họ. Các thành viên M-Girls cũng đã xuất hiện trong các chương trình truyền hình khác bao gồm Hội ngộ Aunti Sui (Aunti Sui 慶 團圓), Người lớn đã đến (大人來了) và Năm Rồng thật thú vị (這個 龙年 有意思).
Năm 2012, Khưu Yên Ni phát hành một album solo mở rộng mang tên I AM SOLO, đổi tên tiếng Trung của cô là A Ni (阿妮). Cô ấy đã hát với một ban nhạc và phát hành album của mình vào ngày 31 tháng 3.  Khưu Yên Ni là người trẻ nhất chính thức khởi nghiệp hát solo, trong số 4 thành viên M-Girls kỷ niệm 20 năm hoạt động trong ngành công nghiệp âm nhạc. Cô đã được phỏng vấn bởi Hisoing. Cô cũng đã được phỏng vấn nhiều lần khác nhau trong vài tháng, bao gồm một cuộc phỏng vấn được phát hành vào ngày 19 tháng 10 lúc 5:00 chiều trên trang web Hisoing. Tiêu đề có tên Nhớ lại những năm tháng là một ngôi sao nhí (昔日童星憶当年), nơi cô ấy đề cập rằng cô ấy đã phát hành hơn 50 album trong suốt 20 năm hoạt động nghệ thuật để đánh dấu mốc quan trọng sự nghiệp của cô.

### 2012-2017: Sự trở lại của Trần Kim Yến, Vương Tuyết Tinh hoạt động solo
Vào ngày 14 tháng 9 năm 2012, Starmedia Distribution thông báo trên Facebook rằng M-Girls sẽ tái hợp đủ 4 thành viên của nhóm và phát hành một album mới. Bốn thành viên đã không thực hiện một album cùng nhau kể từ album năm mới của họ năm 2005 với tên gọi "Khai Tâm Niên" (開心年). Quá trình quay cho album Tết Nguyên Đán mới của họ bắt đầu vào ngày 2 tháng 10 và kết thúc vào ngày 14 tháng 10. Tên album xuân của họ mang tên "Đoàn Tụ" (團聚) được phát hành vào ngày 3 tháng 12 năm 2012 cùng với bản xem trước album được tải lên kênh YouTube chính thức của công ty StarmediaChannel. Tiêu đề báo hiệu sự tái hợp của bốn cô gái.
Vào thứ Hai ngày 10 tháng 12 năm 2012, Starmedia đã phát hành phiên bản giới hạn của album M-Girls   Xuân 2013 để đặt hàng trước.  Điều này bao gồm một bản sao có chữ ký của DVD + CD của họ, áp phích có chữ ký và một tập sách ấn bản giới hạn. Cách duy nhất để có được điều này là đặt hàng trực tuyến. Album của họ sau đó được phát hành vào thứ bảy ngày 29 tháng 12 năm 2012.
Cùng với album Tết Nguyên Đán của M-Girls, Khưu Yên Ni với tư cách là khách mời góp mặt trong album xuân của Chung Thịnh Trung có tựa đề  "Đi Qua Năm Mới" (穿越新年).
Công ty chính thức của M-Girls là StarMedia đã phát hành một video trên YouTube vào ngày 7 tháng 7, xác nhận rằng 4 thành viên đang trong quá trình thực hiện một album mới.  Vào ngày 24 tháng 9, họ bắt đầu quay Album Tết Nguyên Đán 2014.  Album mở rộng của họ và cho đến nay chỉ có album Revival Pop mang tên "My Way" đã được công bố vào ngày 11 tháng 10 năm 2013.  Album này bao gồm nhiều phần mềm miễn phí bao gồm bản sao có chữ ký của album, dấu trang và các phiếu giảm giá và phiếu mua hàng khác.  Album phát hành trước đã được bán hết chỉ hơn một tuần sau khi có sẵn để đặt hàng trước.
Khoảng một tháng sau vào ngày 27 tháng 11, bản xem trước cho album Tết Nguyên Đán 2014 Chân Hoan Hỉ (眞歡喜) của họ đã bị rò rỉ trên trang web công ty Starmediachannel và một ngày sau, bản phát hành trước đã được công bố cho album Tết Nguyên Đán . Người hâm mộ có thể lựa chọn mua gói một trong đó bao gồm dấu trang M-Girls, áo phông ngựa, Lịch M-Girls 2014, bao lì xì hình ngựa, dấu sách hình ngựa và áp phích M-Girls có chữ ký cùng với DVD và CD.  Gói quà thứ 2 bao gồm DVD + CD, áp phích có chữ ký, lịch, dấu trang ngựa và lì xì hình ngựa. Đây sẽ là album Tết Nguyên Đán cuối cùng của M-Girls vì album của họ được chia sẻ nhiều trên mạng, điều này đã ảnh hưởng đến doanh số bán album của họ, khiến công ty StarMedia của họ ngừng sản xuất các album Tết của M-Girls. Khưu Yên Ni nói trong một cuộc họp báo vào ngày 20 tháng 12 năm 2013 "Tôi hy vọng người hâm mộ mua hàng chính hãng, công ty kiếm tiền, sau đó có lẽ có cơ hội để làm lại!" 
Phiên bản CD + DVD phiên bản giới hạn của album My Way của họ đã được phát hành vào ngày 4 tháng 2 trên trang web chính thức của Starmedia. Gói này bao gồm CD + DVD, Hộp, Dấu trang và một thẻ digital card.  Buổi biểu diễn cuối cùng của họ với tư cách là một nhóm vào ngày 23 tháng 2 sau khi tổ chức buổi hòa nhạc cuối cùng của họ cho Hai-O tại Trung tâm Hội nghị HGC ở Malaysia.  Yên Ni đã đến Trung Quốc để học thêm, để ba thành viên quảng bá album mới nhất mà không có  sự xuất hiện của cô ấy.
Sau nhiều đồn đoán trên mạng, có thông tin tiết lộ rằng họ thực sự sẽ phát hành một album chúc xuân khác cho Tết 2015, album này có tên là Tân Xuân Giai Kỳ (新春佳期) có nghĩa là kỳ nghỉ mùa xuân mới. Công ty StarMedia của họ đã phát hành bốn bộ khác nhau chứa các mặt hàng khác nhau.
DVD nhật ký của họ bao gồm các cảnh quay từ quá trình thực hiện album Chúc xuân mới của họ có tựa đề Tân xuân giai kỳ thái hảo ngoạn (新春佳期泰好玩 - Tạm dịch là: Kỳ nghỉ mùa xuân mới là vui vẻ), là một cách chơi chữ Hán 泰 có thể có nghĩa là Thái Lan mà phần lớn album được quay tại, hoặc thêm vào kỳ nghỉ vui vẻ như thế nào. DVD này chính thức ra mắt vào ngày 3 tháng 1 năm 2015 tại Sungai Wang Plaza (金河廣場底层大厅 - Kim Hà Quảng Trường Để Tằng Đại Sảnh) lúc 5 giờ chiều trong thời gian diễn ra buổi biểu diễn đầu tiên của họ.

M-Girls đã được trao giải Album Tết nguyên đán hay nhất 最佳賀歲专輯 (Tối giai hạ tuế chuyên tập) trong Giải thưởng Âm nhạc Malaysia vào ngày 23 tháng 5 năm 2015 cho album Tết 2013 (Đoàn tụ) của họ.
Quá trình quay cho album Tết Nguyên Đán 2016 của họ bắt đầu vào ngày 8 tháng 9 năm 2015. Quá trình ghi hình bắt đầu từ tháng trước. Khưu Yên Ni và Vương Tuyết Tinh cũng xuất hiện trong album chúc xuân của Bộ đôi ca sỹ Chung Thịnh Trung và Chung Hiểu Ngọc có tựa đề "Tân niên đoàn viên" (新年團圓)

Quảng cáo phát hành album Tết Nguyên Đán mới nhất của họ có tựa đề "Tân Lai Liễu"  (年來了) có nghĩa là Năm sắp đến được phát hành vào ngày 21 tháng 11 năm 2015. Đây là lần đầu tiên họ phát hành một album kể từ khi chia tay công ty cũ Starmedia.
Đơn đặt hàng trước cho album Tết Nguyên Đán 2017 của họ đã được thông báo trên mạng xã hội vào ngày 18 tháng 11 năm 2016. Album có tựa đề Quá Niên Yếu Hồng Hồng (过年要红红). Đây là lần đầu tiên Vương Tuyết Tinh không phát hành album Tết Nguyên Đán kể từ khi cô ra mắt năm 1994 để thực hiện album solo và sự nghiệp solo của riêng mình.

### 2017
Thông qua các báo cáo truyền thông khác nhau đã tiết lộ rằng M-Girls sẽ tạm nghỉ và không sản xuất album mừng Tết nguyên đán cùng nhau kể từ album xuân 2018. Thay vào đó, họ sẽ theo đuổi nỗ lực solo trong thời điểm hiện tại.
Trang Quần Thi đã phát hành một album với nam ca sỹ Malaysia gốc Hoa Trương Hân Nguyên (张瀚元) có tựa đề Tình Yêu Don’t Be Shy (愛 Don't Be Shy). Video âm nhạc của họ được phát hành vào ngày 25 tháng 8.
Trên trang Facebook của Khưu Yên Ni đã tiết lộ rằng cô ấy sẽ phát hành một album Tết Nguyên đán vào năm Bính Tuất 2018. Đây sẽ là năm đầu tiên M-Girls không phát hành một album nào với tư cách là một nhóm kể từ album Reunion năm 2013 của họ. Phim bắt đầu quay vào ngày 26 tháng 8. 
Cô cũng phát hành album CNY 2019 với tựa đề Cung hỉ phát tài lợi thị lai (恭喜发财利是来) ra mắt cùng thành viên M-Girls Vương Tuyết Tinh.
Trang Quần Thi cũng sẽ phát hành một album solo mừng Tết Nguyên đán mang tên Kim Thiên Tối Nhĩ Hảo (今年你好). Đơn đặt hàng trước đã bắt đầu vào ngày 3 tháng 11. Các giao dịch đặt hàng trước đặc biệt có tùy chọn tem bưu điện và thẻ Touch 'n Go được sử dụng ở Malaysia. 
Sau thành công của album CNY 2018, cô ấy tiếp tục phát hành album chúc xuân bản mở rộng năm 2019 với tựa đề Xuân Thiên Đích Nguyện vọng (春天的愿望). Cũng trong năm 2019, hai thành viên Vương Tuyết Tinh và Trang Quần Thi tái hiện lại ca khúc Chiêu Tài Tấn Bảo (招财进宝) từ khi còn nhỏ. MV ca khúc Chiêu tài tấn bảo được thực hiện năm 1995, lúc đó cả Tuyết Tinh và Quần Di đều 8 tuổi và là ca khúc nổi tiếng nhất trong cuốn VCD Song Tinh Báo Hỷ dịp Tết nguyên đán 1995. Phiên bản 2019 tái hiện lại bộ đôi Tuyết Tinh và Quần Di khi còn thơ ấu cùng độ nổi tiếng của ca khúc từ thập niên 95. Trang phục trong MV được các nhà thiết kế đặc biệt thiết kế riêng, vì trang phục của hai người đều do mẹ của Vương Tuyết Tinh thiết kế và may.

### 2023: Sự ra đi đột ngột của Trang Quần Thi
Vào ngày 28 tháng 11 năm 2023, Trang Quần Thi có biểu hiện đuối sức khi cùng các bạn diễn đóng Squad Sekawan ở thành phố Petaling Jaya, hôm 28/11. Cô chóng mặt, nôn mửa, được hai nhân viên trường quay dìu ngồi nghỉ ở nơi thoáng khí. Một người bạn của ca sĩ nói dường như cô dự cảm điều bất ổn, mở mã khóa điện thoại để người xung quanh có thể liên lạc ngay với người thân, bạn bè của cô.
Nhưng rất nhanh sau đó, Trang Quần Thi hôn mê, tim đập nhanh, mặt và toàn thân tím tái. Bạn trai và bạn thân của Quần Thi hiện đưa thi thể cô về quê nhà, tang lễ diễn ra vào ngày 2/12.

## Tranh cãi
Đám tang của Trang Quần Thi cũng đã được diễn ra ngày 29 tháng 11 năm 2013, nhiều đồng nghiệp đã đến tiễn đưa nữ ca sĩ kiêm diễn viên xấu số. Tuy nhiên, cộng đồng mạng đã vô cùng bức xúc khi một số đồng nghiệp lại có thái độ vui vẻ, cười nói tại đám tang. Trong đó có 3 thành viên nhóm M-Girls là Vương Tuyết Tinh, Khưu Yên Ni và  Trần Kim Yến trong tư thế tạo dáng đáng yêu và vui nhộn bên di ảnh người quá cố, đăng ảnh lên mạng xã hội cùng lời nhắn: "Mãi mãi yêu bạn".
Ngay lập tức, bức ảnh đã trở thành chủ đề gây tranh cãi lớn trên mạng xã hội. 3 thành viên nhóm M-Girls hứng chịu "cơn mưa" chỉ trích vì hành động bị cho là thiếu nghiêm túc, không phù hợp với không khí đám tang.
Tuy nhiên cũng có những ý kiến bênh vực M-Girls, cho rằng tình bạn của nhóm vô cùng khăng khít nên họ chọn tiễn đưa người đồng đội theo cách nhẹ nhàng và vui vẻ nhất. M-Girls được thành lập từ năm 2001 và hoạt động đến năm 2017.